# Липовик (Архангельская область)
Липовик — поселок в Холмогорском районе Архангельской области.

## География
Находится в южной части Архангельской области на расстоянии приблизительно 101 км на юг по прямой от административного центра района села Холмогоры на правом берегу реки Северная Двина.

## История
Поселок был построен в 1930-х годах для рабочих гипсового карьера, назван по единственной липе, которая росла вблизи реки. Работали здесь в основном ссыльные поселенцы с Украины. В 1939 году населенный пункт был отмечен в составе Звозо-Никольского сельсовета Емецкого района. В период Великой Отечественной войны здесь также работали пленные немцы. До 2022 года поселок входил в Двинское сельское поселение до его упразднения.

## Население
Численность населения: 130 человек (русские 94 %) в 2002 году, 96 в 2010.